# Erich Morawsky
Erich Morawsky (* 25. Oktober 1890 in Berlin; † 28. Februar 1958 in Locarno) war ein deutscher Filmverleiher, Filmfirmenmanager und Filmproduzent.

## Leben und Wirken
Der Sohn des Apothekers Nathan Morawsky und dessen Frau Olga, geb. Silbermann, stieß 1910 zum bis dahin kaum entwickelten Filmgeschäft und begann seine erste Tätigkeit bei der französischen Produktionsfirma Gaumont. 1917 wurde er Prokurist bei der Decla-Film-Gesellschaft Holz & Co. OHG. Den Schritt zum Filmproduzenten vollzog Morawsky 1918 als Geschäftsführer der Hella Moja Film-Gesellschaft, die er am 8. Januar 1920 in die Terra Film GmbH umwandelte. Mit beträchtlicher Energie baute er einen Konzern auf, dessen Herzstück im Oktober 1920 die Terra Film Aktiengesellschaft wurde. Im Sommer 1922 absorbierte die Terra die Eiko-Film Franz Vogels und verfügte von da an über ein eigenes Atelier und Kopiereinrichtungen. Zusammen mit Kompagnon Max Glass und Heinrich Hammerschmidt wurde Morawsky Geschäftsführer der Terra Glashaus GmbH.
Nach seinem Ausstieg bei der Terra gründete Morawsky im März 1929 die „Atlas Film“ Erich Morawsky Produktion GmbH (1929–1932) und im Dezember gemeinsam mit dem Kaufmann Georg Casper die Atlas Film Verleih GmbH. Morawskys letzte Funktion als Filmmanager in der Weimarer Republik war die des Chefs der Atlas Tonfilm GmbH.
Mit der Machtergreifung durch die Nationalsozialisten musste der Jude Erich Morawsky 1933 aus Deutschland fliehen. Er ließ sich zunächst in Österreich nieder und gründete in Wien, gemeinsam mit seinem ebenfalls geflohenen Terra-Kollegen Rudi Loewenthal und dem Schauspieler Fritz Schulz Anfang 1934 die Produktionsfirma Wiener Film KG, Morawsky & Co. Für diese winzige Gesellschaft produzierte Erich Morawsky noch im selben Jahr die beiden Exilantenfilme Salto in die Seligkeit und Letzte Liebe. Als die Filmproduktion in Österreich für Juden immer schwieriger wurde, übersiedelte Morawsky Anfang 1936 nach Paris und wurde dort Mitinhaber einer Künstleragentur, zu deren Klienten auch der gleichfalls exilierte Regisseur Leo Mittler zählte.
Bei Ausbruch des Zweiten Weltkriegs wurde Erich Morawsky als feindlicher Ausländer im südfranzösischen Lager Gurs interniert. Während der deutschen Besatzungszeit konnte Morawsky mit seiner Frau dank gefälschter Papiere bei französischen Bauern untertauchen. Nach der Befreiung übersiedelte das Ehepaar 1946 in die USA, wo Morawsky in Los Angeles die Terra-Film neu gründete. In den Vereinigten Staaten wirkte er außerdem als Korrespondent für deutsche Filmblätter in Hollywood. Wieder zurück in (der Bundesrepublik) Deutschland, gründete Erich Morawsky 1953 erneut eine Filmproduktionsfirma, die Interglobal-Filmproduktion in München, mit der er im selben Jahr unter eigener Drehbuchbeteiligung den Streifen Hochzeit auf Reisen herausbrachte. Zuletzt lebte Morawsky in Ascona in der Schweiz. Er starb 1958 in Locarno.

## Filmografie (Auswahl)
als persönlicher Produzent
- 1918: Sie und Er
- 1918: Wundersam ist das Märchen der Liebe
- 1918: Weine nicht, Mutter
- 1919: Das Spiel von Liebe und Tod
- 1920: So ein Mädel
- 1931: Schuberts Frühlingstraum
- 1934: Salto in die Seligkeit
- 1935: Letzte Liebe
- 1953: Hochzeit auf Reisen (auch Co-Drehbuch)